# おもちゃ箱 (ドビュッシー)
『おもちゃ箱』（フランス語: La Boîte à joujoux）L.128は、クロード・ドビュッシーが作曲した全4場からなる子供のためのバレエ音楽である。ピアノ、またはオーケストラで演奏される。

## 作曲の経緯

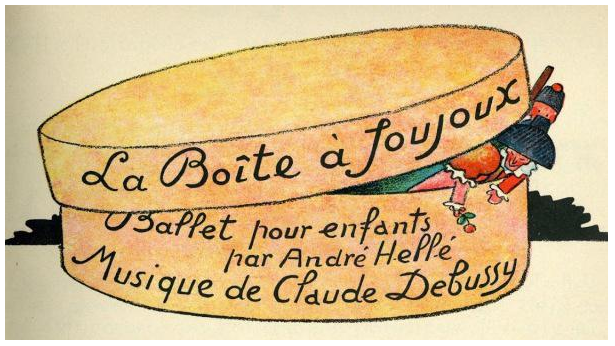
『おもちゃ箱』初稿版楽譜の表紙を飾った挿絵《1913年出版；ピアノ曲として完成》。アンドレ・エレ画。

1913年に愛娘エンマ（愛称シュシュ）のために音楽を作曲しようと思い立ったことから始まる。ドビュッシーは挿絵画家のアンドレ・エレ（1871年 - 1935年）と親交をしていたが、同年2月頃にエレがドビュッシーに『おもちゃ箱』と題された絵の付いたアルバム集（道徳的な物語）を見せ、これに強い印象を受けて、エレの絵本と台本に基づいたピアノ曲として同年に作曲を始め、10月に全曲を完成した後にエレの挿絵を伴って出版された。
ドビュッシーは同年に管弦楽版として編曲作業に着手し、アンドレ・カプレと協力して1914年春に全体のスケッチを書き終わらせている。しかしドビュッシーが1918年に没したため、未完に終わり、カプレが残されたスケッチを基に補筆する形で完成させている。この管弦楽版は1920年に出版された。

### 初演
1919年の12月10日にパリのリリック劇場で行われた。この時はデジレ＝エミール・アンゲルブレシュトの指揮、キノーの振り付けと演出、アンドレ・エレが衣装と舞台装置をそれぞれ担当した。

## 管弦楽版の楽器編成
- 管楽器:フルート2、オーボエ2、クラリネット2、ファゴット2、コーラングレ
- 金管楽器:ホルン2、トランペット2
- 打楽器:ティンパニ、バスドラム、トライアングル、シンバル、タンブリン、ガラガラ
- その他:弦五部、ピアノ、ハープ、チェレスタ

## 構成
プロローグとエピローグの付いた各4場から構成される。演奏時間は約29分ないし30分。
- プロローグ:前奏曲（Prélude）
- 第1場 おもちゃ屋（Le Magasin de jouets）
- 第2場 戦場（Le Champ de bataille）
- 第3場 売りに出た羊小屋（La Bergerie à vendre）
- 第4場 財産ができてから（Apres fortune faite）
- エピローグ（Epilogue）

## 参考資料
- 『作曲家別名曲解説ライブラリー ドビュッシー』（音楽之友社）
- 『ドビュッシー:管弦楽曲集』（エルネスト・アンセルメ指揮,スイス・ロマンド管弦楽団,デッカ）のブックレート
- 『ドビュッシー:作品集』（サイモン・ラトル指揮,ベルリン・フィルハーモニー管弦楽団,EMI）のブックレート